# Deirdre Murphy
Deirdre Russell Murphy, verheiratete Bader, (geboren 14. Januar 1959 in New York City; gestorben 11. November 2014 ebenda) war eine US-amerikanisch-irische Radrennfahrerin, die vor allem in Straßenrennen erfolgreich war. Sie war die erste Frau, die für Irland bei Olympischen Spielen in einem Straßenrennen startete.

## Leben und Karriere
Murphy kam als Tochter von Sally Kandle und Daniel Murphy in New York zur Welt. Im Alter von 19 Jahren nahm sie auf Anraten ihres irischstämmigen Vaters neben der US-amerikanischen auch die irische Staatsbürgerschaft an.
Nach ihrem Abschluss vom Ithaca College arbeitete sie zunächst als Brokerin an der Wall Street und später als Raumausstatterin. Als Ausgleich zu ihrer beruflichen Tätigkeit begann sie im Alter von 32 Jahren mit dem Radrennfahren und erzielte bald erste Erfolge. Ab 1995 startete sie international für Irland.
Der irische Radsportverband Cycling Ireland entschied sich aus finanziellen Gründen dafür, kein Frauenteam zu den Olympischen Sommerspielen 1996 zu entsenden. Murphy konnte sich daher nicht an den Spielen in Atlanta teilnehmen. 1997 gewann sie das Straßenrennen bei der Weltmeisterschaft der Frauen über 30 Jahre.
Bei einem Qualifikationsrennen in Montevideo, Uruguay, belegte sie im November 1999 den vierten Platz, wodurch sie sich für die Olympischen Sommerspiele im folgenden Jahr in Sydney qualifizierte. Sie war die erste Frau, die bei Olympischen Spielen für Irland im Radsport startete. In ihrem Rennen, das am 25. September 2000 stattfand, war sie früh in einen Sturz verwickelt und erlitt später eine Reifenpanne, die sie zur Aufgabe zwang. Murphy konnte ihren einzigen olympischen Wettkampf somit nicht beenden.
Nach den Olympischen Spielen beendete Murphy im Alter von 41 Jahren ihre aktive Karriere. Im Rahmen der Bewerbung New Yorks für die Olympischen Sommerspiele 2012 gründete sie die Organisation Star Track, die Kinder an den Radsport heranführen soll. In den Folgejahren engagierte sie sich auch als Trainerin bei Star Track.
2002 heiratete sie den Juristen Lawrence Bader, das Paar hatte ein Kind. 2014 starb sie an den Folgen einer Krebserkrankung.